# 衛塔棋
衛塔棋（德文：Turm & Wächter）是Christoph Endres、Robert Wirth於1998年推出的兩人棋類，是種疊棋類遊戲。

## 棋具
- 棋盤為7x7方格棋盤。

- 棋子為平扁狀，可堆疊其他棋子，以兩色區分敵我。每方各有代表塔的七枚棋子、代表守衛的一枚棋子。

## 規則
- 棋疊：指堆疊在同一棋位的塔棋子，層數至少為一，最大數不限。
- 初始佈置：
  - 先行方：塔A1、B1、C2、D3、E2、F1、G1；守衛D1。
  - 後行方：塔A7、B7、C6、D5、E6、F7、G7；守衛D7。
- 玩家回合移動己方一枚守衛或一座棋疊，朝正方直線移動，不得越子。若移至敵位，則把該些敵棋全移出遊戲。
  - 守衛只能移動至正鄰格的空位或敵棋位。
  - 棋疊上拿取任意枚數，將該些棋子一同移動至空位、或枚數等於或小於的敵棋位、或放於另一座己方塔棋疊上。移動格數須正好等於拿取的枚數。

- 俘虜敵方守衛；或己方守衛進入敵方守衛初始位置為勝[1][2]。

## 外部連結
- 遊戲介紹 （页面存档备份，存于）
- 遊戲下載